# Neonomád
A neonomád egy munkamódszer (némely esetben életforma) illetve ezt a munkamódszert követő társadalmi csoport tagja. 
A neonomádok (jellemzően szellemi szabadfoglalkozású) munkájukat nem fix helyen végzik, hanem főleg kávézókban, éttermekben vagy más helyeken dolgoznak laptop és Wifi-s internetkapcsolat segítségével.

## Kialakulása
Már a 17. században is jellemző volt a kávéházakból való dolgozás. Londonban kereskedők, hajóskapitányok találkozóhelyéül szolgáltak ebben az időszakban. Hazánkban a 19. században írók és költők is dolgoztak kávéházakból. A 20. század végétől kezdődő, egyre gyorsuló technikai fejlődés, társadalmi és szellemi mobilitás miatt a szellemi foglalkoztatottak aránya és ezen belül is főként az önálló szellemi munkát végzők aránya jelentősen megnőtt. Ezzel együtt elsősorban a mobiltelefon, az internet és a mobil számítástechnikai eszközök terjedésének köszönhetően számos munkakörben a szükséges eszközök, kellékek mennyisége lecsökkent. Sok esetben az "iroda", mint fizikai hely szükségtelenné vált, a kisebb cég, elsősorban költségcsökkentés miatt el is hagyták ezeket, és munkavállalóik otthonról vagy kávézókból kezdtek dolgozni.
Maga a neonomád elnevezés San Franciscóból származik, ott alakult ki az első neonomád közösség. Ennek oka, hogy a városban és környékén nagyon nagy a szellemi munkát végzők (főként informatikával foglalkozók) aránya. A neonomád életforma elterjedése után két irányba fejlődött tovább. Az egyik irányt a „Starbucks-típus” képviseli, akik fizetnek a kávézókban az internetért. A másik típusra jellemző, hogy tagjai kisebb, független kávézókat keresnek, ahol csak a fogyasztást számlázzák.

## A tipikus neonomád
A tipikus neonomád önálló szellemi munkát végez, amihez csak hordozható számítógépére van szüksége. Nem kedveli a kötöttségeket, nem ragaszkodik a napi nyolcórás munkaidőhöz, így bármikor részt tud venni egy tárgyaláson, üzleti ebéden, hiszen nincs betáblázva a napja. Napjaink infrastruktúrája lehetőséget teremt arra, hogy az „új beduinok” bármikor, bárhol dolgozhassanak. Ha megunnak egy helyet, egyszerűen továbbállnak.
Az életforma gyakori a fejlesztők, egyszemélyes cégek vezetői, pályázatírók, fordítók, újságírók, marketingesek és sales területen dolgozók között. Ugyanakkor a gyakorlatban a legtöbb neonomád valamilyen webes, vagy ahhoz kapcsolódó területen dolgozik. Ha vannak munkatársaik, velük gyakran nem közvetlenül dolgoznak együtt, hanem az interneten keresztül tartják a mindennapi kapcsolatot. A neonomádok számára fontosak az őket körülvevő emberek és az inspiráló környezet, ezért gyakran választanak közösségi munkahelyeket. Itt lehetőségük nyílik a coworkingre is, új kapcsolatokat alakíthatnak ki, megoszthatják ötleteiket hozzájuk hasonlókkal. 
Az életforma legnagyobb hátránya, hogy a munka és a szabadidő nem különül el elég élesen egymástól, ami ahhoz vezet, hogy az egyén elidegenül az őt körülvevő környezettől, vagy nem szán elég időt a pihenésre.

## Magyarországi helyzet
Hazánkban, a külföldi mintát követve és a felmerülő, új igényeknek eleget téve egyre szaporodnak a direkt neonomádoknak tervezett coworking házak, kávézók. Az előbbi kategóriába olyan speciális közösségi munkahelyek tartoznak, ahol az internet és az áram mellett irodai eszközöket (nyomtató, fax, fénymásoló) is igénybe vehetnek a betérők. Budapesten több coworking iroda is működik, de vidéki nagyvárosokban (Pécsen, Szegeden, Miskolcon) is megtalálhatók.
Magyarországon egyre több cég próbál élni a feltörekvő neonomád életforma lehetőségeivel, alkalmazkodva munkavállalóik megváltozott igényeihez és az új trendekhez. A Telenor törökbálinti székhelyén például nincsenek személyre szólóan kialakított helyek az alkalmazottaknak, mivel többségük otthonról is végezheti munkáját.